# Museumsdorf Niedersulz

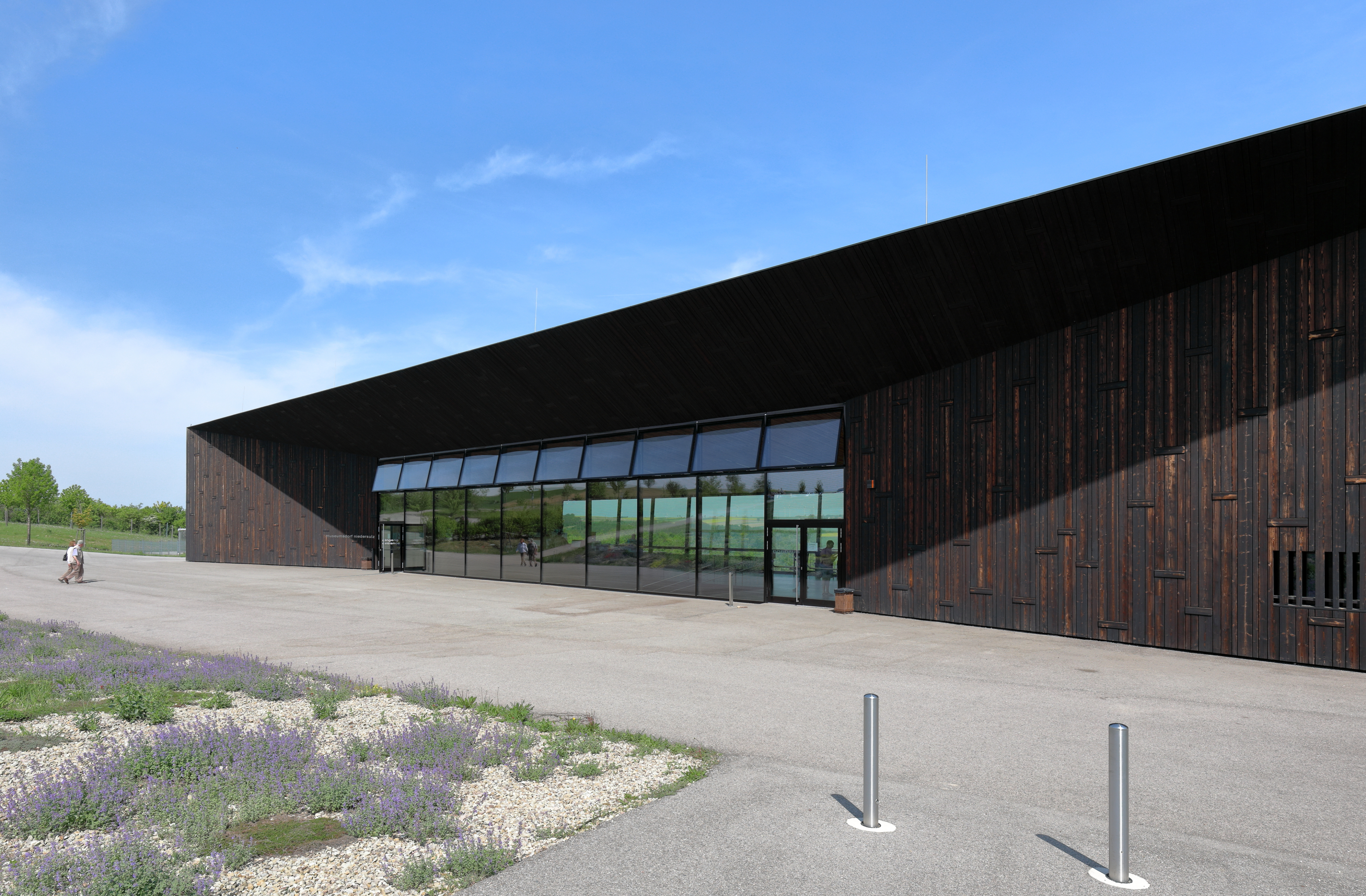
Das Besucherzentrum bzw. Museumsportal (2012 eröffnet)

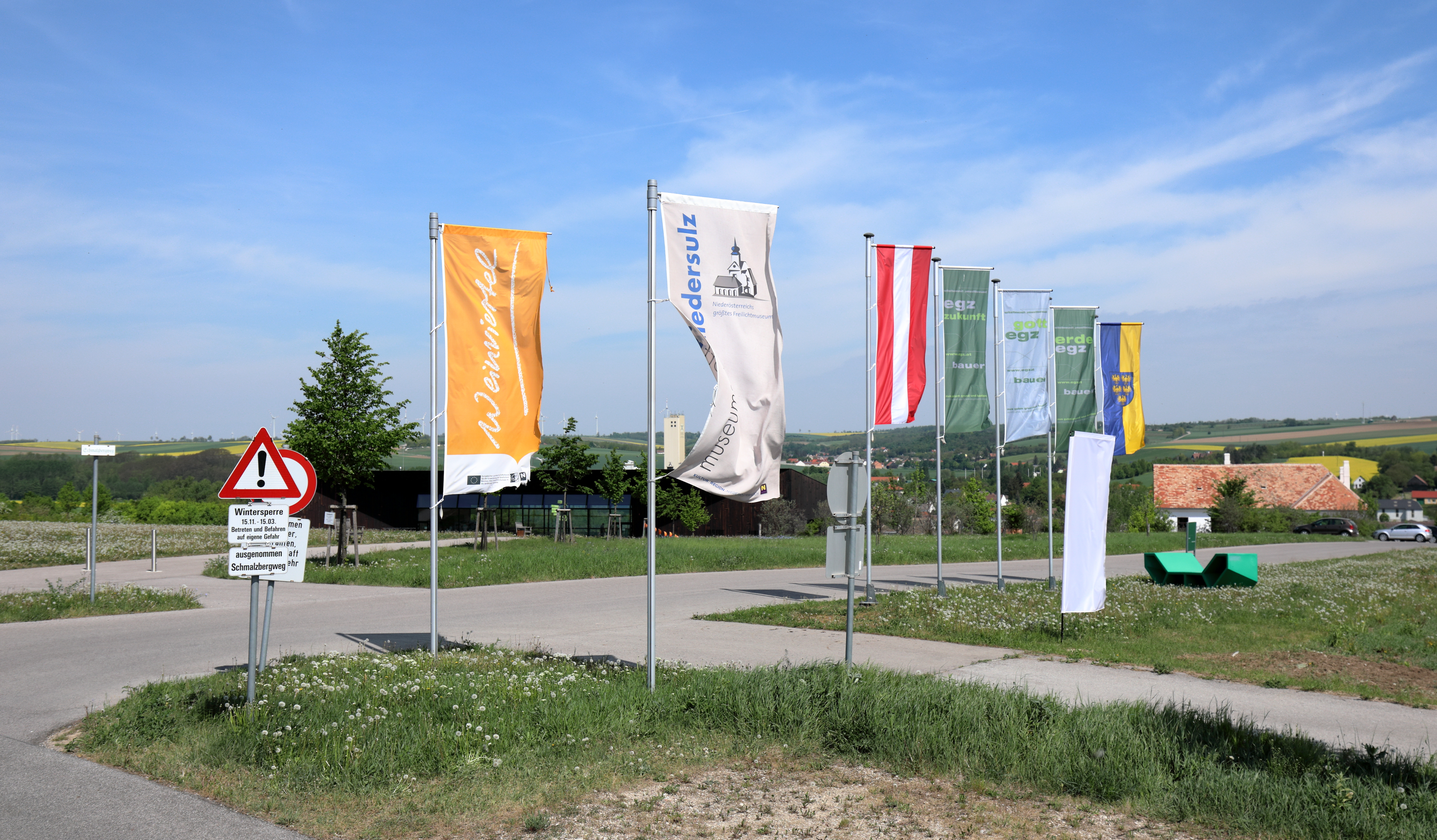
Zugangsbereich zw. Parkplatz und Eingang

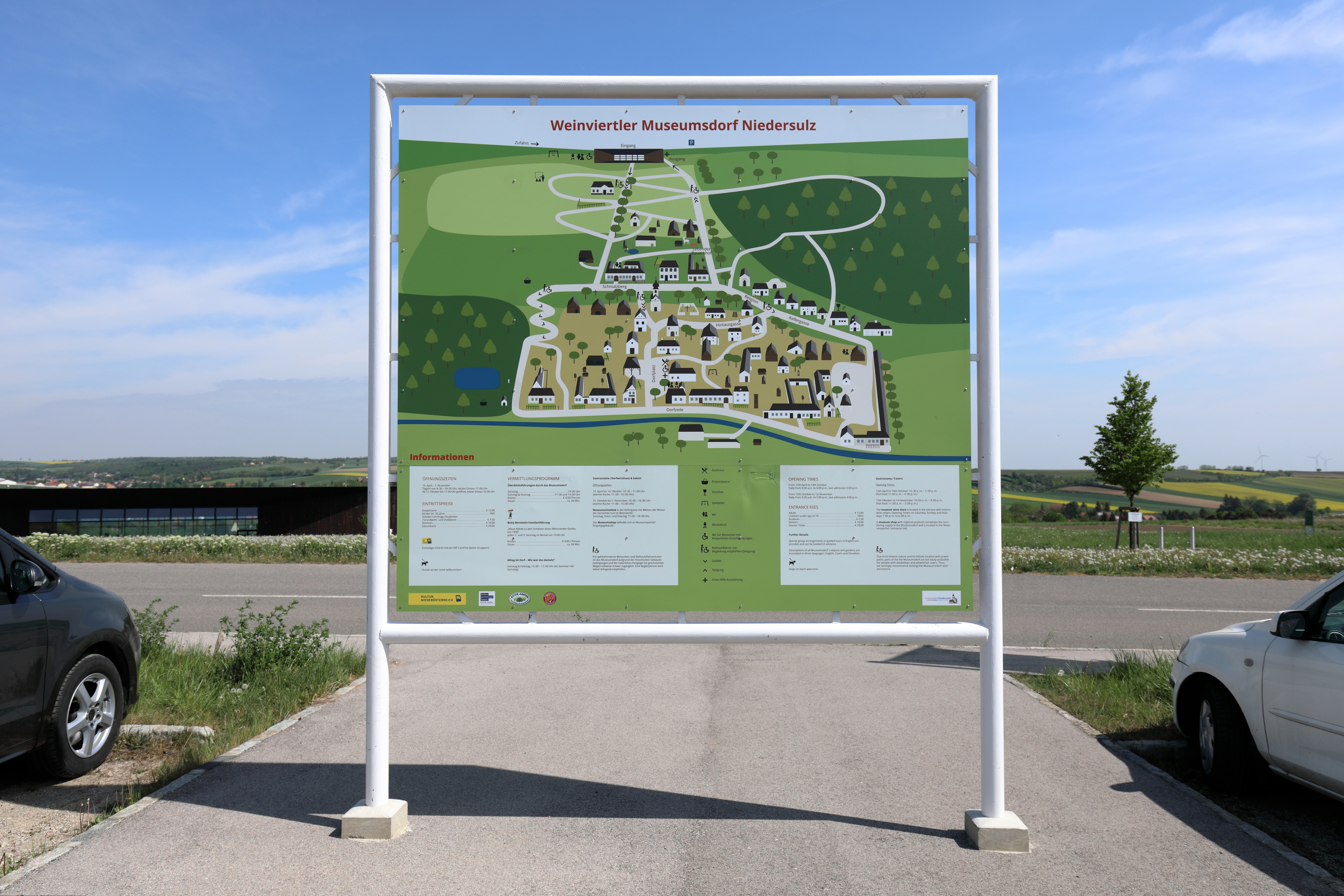
Infotafel beim Parkplatz (lesbar)

Das Museumsdorf Niedersulz in Niedersulz ist das größte Freilichtmuseum in Niederösterreich. Die Anfänge des Museum gehen bis 1979 zurück. Aktuell werden auf etwa 20 ha zahlreiche historische Häuser und Höfe aus dem Weinviertel sowie ein Südmährerhof gezeigt.
Das Museum wurde anfangs von einem Verein geführt. 2008/09 wurde, um den Bestand des Museumsdorfes für die Zukunft zu sichern, eine Stiftung und eine Betriebsgesellschaft gegründet. Im Anschluss fand Anfang der 2010er Jahre ein Umbau und eine Erweiterung des Museums um rund 9 Mio. Euro statt.

## Entstehung
1977 eröffnete der Niedersulzer Josef Geissler in der aufgelassenen Volksschule in Niedersulz das Weinviertler Dorfmuseum und präsentierte dort seine volkskundliche Sammlung. 1979 wurde der Grundstein zum Museumsdorf gelegt. Die Gemeinde Sulz stellte eine ca. 5 ha große saure Wiese am Sulzbach zur Verfügung. Das erste Gebäude war ein Weinviertler Streckhof, der vom Abbruch bedroht war. Inzwischen wurden 75 Gebäude ins Museumsdorf übertragen. Translozierbare Bauteile wie Holzkonstruktionen, Fenster, aber auch Dachziegel werden wieder verwendet, das meist aus ungebrannten Lehmziegeln bestehende Mauerwerk wird aus neuem Material errichtet. Träger des Museums war bis Ende 2007 ein ehrenamtlicher Verein.
2008 wurden die Gebäude und Sammlungen in eine gemeinnützige Stiftung eingebracht. Betrieb und Erhaltung der Anlage führt die Weinviertler Museumsdorf Niedersulz Errichtungs- und BetriebsGmbH, eine Tochtergesellschaft der Kultur.Region.Niederösterreich.
Im Mai 2010 beschloss der Niederösterreichische Landtag den Ausbau des Museumsdorfs. Die Gesamtfläche wurde von 3 auf 20 ha erweitert, die Infrastruktur erneuert, ein Bauhof mit Restaurierwerkstätten, Depot und Anzuchtsgärtnerei errichtet und eine neue Zufahrt gebaut. Wahrzeichen des Erweiterungsprojekt ist das MuseumsPortal, ein neuer Zugang mit Besucherzentrum, Museumsshop, Gastronomie und Verwaltung. Zwischen neuem Zugang und bestehendem Dorf wurden 1,5 ha neue Gartenflächen angelegt, darunter die Rekonstruktion des Schulgartens nach Originalplänen aus den 1880er Jahren. Eröffnung des MuseumsPortals und der neuen Flächen war der 16. Mai 2012.
2014 wurde im Museumsdorf Niedersulz ein Lehmbau-Kompetenzzentrum etabliert. Neben einer Ausstellung zu Methoden und Techniken des Lehmbaus können Besucher auch selber Lehmziegel schlagen. 2017 wurde die ehemalige Schule aus Radlbrunn als Seminarzentrum aufgebaut, 2019 wurde eine Wagnerei aus Hollabrunn im Museumsdorf wieder errichtet.
2018 wurde das Museumsdorf Niedersulz in die NÖ Kulturwirtschaft GesmbH integriert.

## Dorfensemble

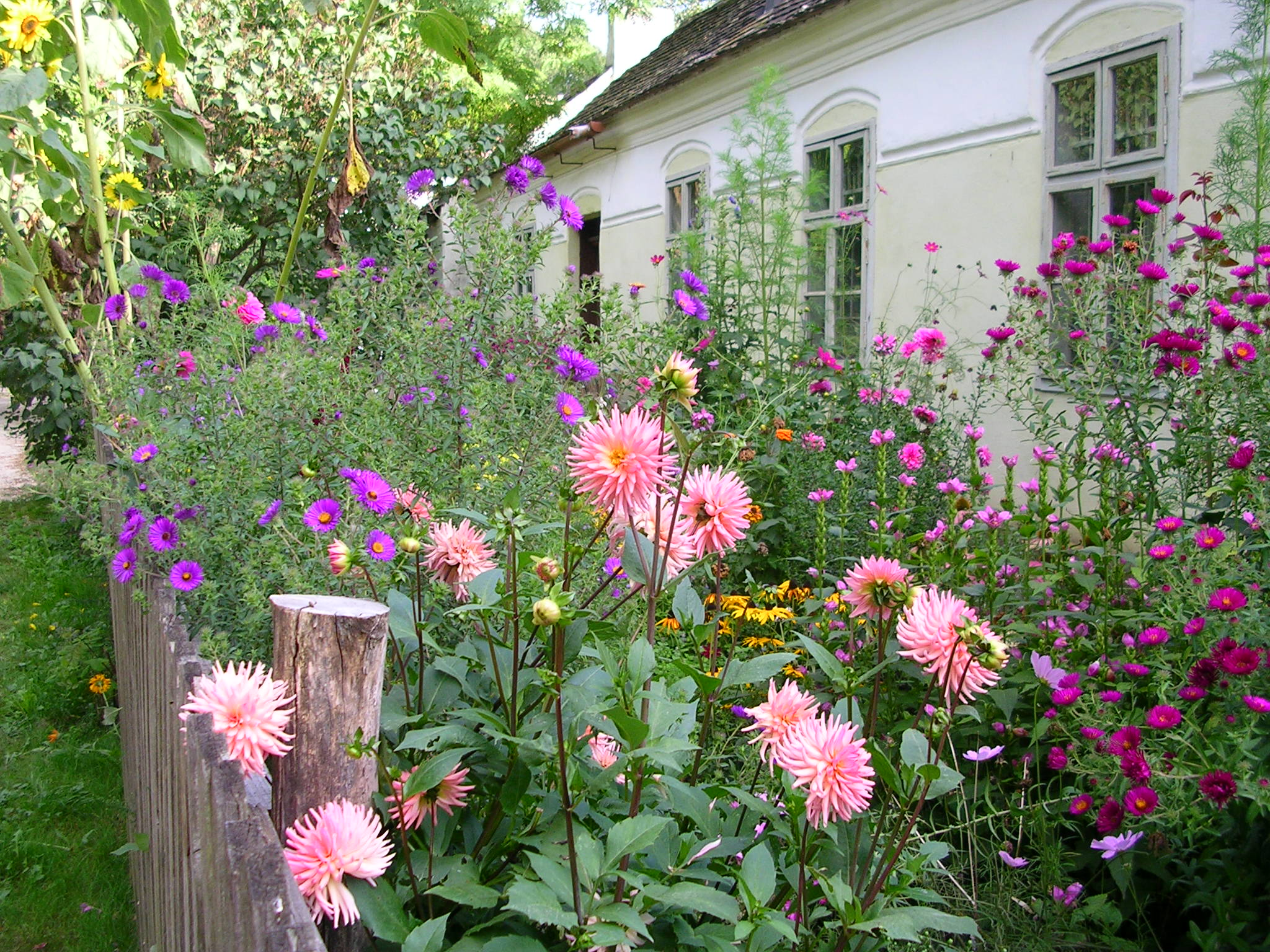
Typischer Bauerngarten, angepflanzt nach alten Vorbildern

Eine Besonderheit des Museums, auch im Vergleich mit anderen, vergleichbaren Freilichtmuseen, ist die Darstellung eines einzigen Dorfes von beträchtlicher Größe in der Vielfalt seiner Lebensbereiche – ein Ansatz, der für im Wesentlichen aus translozierten Gebäuden bestehende Freilichtmuseen in dieser Konsequenz nur noch im Freilichtmuseum Den Fynske Landsby in Odense realisiert wurde.
75 Objekte fast aus der gesamten Region bilden ein Dorfensemble mit Dorfplatz, Wegen und Kellergasse. Neben den für das Weinviertel typischen Haken- und Streckhöfen findet man im Museumsdorf Wirtschaftsgebäude, Handwerkshäuser, Taubenkobel, eine funktionsfähige Wassermühle und drei katholische Kirchen bzw. Kapellen. Eine Besonderheit stellt die Lutherische Kapelle aus Niederfellabrunn dar.
Im Museumsdorf wird ein authentisches historisches Wirtshaus betrieben, auf einem Bauernhof werden typische Haustiere gehalten. Das gesamte Gelände ist als Naturgarten gestaltet, in dem sowohl alte Obstbaumsorten gezogen werden wie auch typische Weinviertler Bauerngärten angelegt sind.

## Täufermuseum
2007 und 2008 wurde das Kleinhäuslerhaus aus Wilfersdorf übertragen. Dieses Gebäude beherbergt eine Dokumentation der Geschichte der Täufer in Niederösterreich. Ab 1528 siedelten Hutterer in den liechtensteinischen Besitzungen in Südmähren und im angrenzenden Weinviertel. Nach der Schlacht am Weißen Berg wurden die Hutterer ausgewiesen und siedelten sich in der heutigen Slowakei an. Nachfahren leben noch heute in Bruderhöfen in Kanada und den USA. Das Museum dokumentiert Geschichte und Kultur der Hutterer und deren Spuren in Niederösterreich.

## Südmährerhof

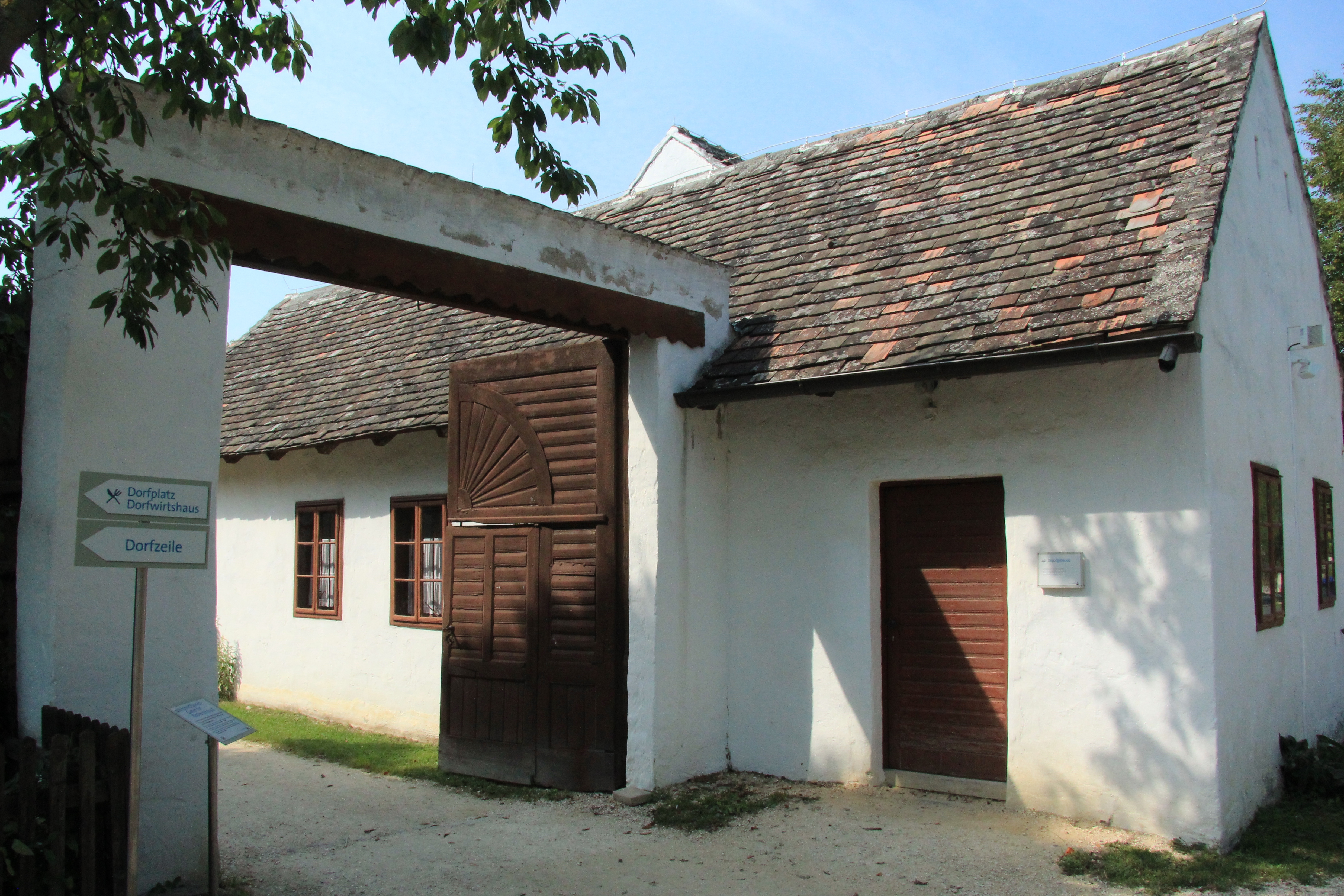
Eingangstor zum Südmährerhof

Im Nordwesten des Museumsdorf wurde 1981 ein südmährischer Bauernhof aus Neudek an der Thaya (heute ein Ortsteil von Lednice) rekonstruiert. Der Südmährerhof dokumentiert Geschichte und Kultur der einst deutschsprachigen südmährischen Bezirke Neubistritz, Zlabings, Znaim und Nikolsburg.